# Gymnostomum obtusifolium
Gymnostomum obtusifolium là một loài Rêu trong họ Pottiaceae. Loài này được (Ehrh.) Rebent. mô tả khoa học đầu tiên năm 1904.